# Cercle de Carlyle
En mathématiques, un cercle de Carlyle (du nom de son inventeur Thomas Carlyle) est un cercle associé à une équation du second degré, dans un plan muni d'un repère orthonormé. Le cercle a la propriété de construire les solutions de l'équation comme les intersections du cercle avec l'axe des abscisses. Les cercles de Carlyle sont notamment utilisés dans la construction à la règle et au compas de polygones réguliers.

## Définition
Soit l'équation du second degré
{\displaystyle x^{2}-sx+p=0.}

Cercle de Carlyle de l'équation du second degré x^{2} − sx + p = 0.

Le cercle dans le plan affine muni d'un repère cartésien admettant le segment passant par les points A(0, 1) et B(s, p) comme diamètre est appelé le cercle de Carlyle de l'équation,,.

## Propriété-définition
La propriété définissant le cercle de Carlyle peut être établie ainsi : l'équation du cercle avec le segment AB comme diamètre est
{\displaystyle x(x-s)+(y-1)(y-p)=0.}
Les abscisses des points où le cercle intersecte l'axe des abscisses sont les racines de l'équation (obtenus en fixant y = 0 dans l'équation du cercle)
{\displaystyle x^{2}-sx+p=0.}

## Construction de polygones réguliers

Construction d'un pentagone régulier avec des cercles de Carlyle

Construction d'un heptadécagone régulier avec des cercles de Carlyle

Construction d'un 257-gone régulier avec des cercles de Carlyle

### Pentagone régulier
Le problème de la construction d'un pentagone régulier est équivalent au problème de construction des racines de l'équation
{\displaystyle z^{5}-1=0.}
Une racine de cette équation est z0 = 1 qui correspond au point P0(1, 0). En réduisant l'équation pour supprimer cette solution, il reste à déterminer les zéros de l'équation
{\displaystyle z^{4}+z^{3}+z^{2}+z+1=0.}
Ces racines sont complexes et peuvent être représentées sous la forme ω, ω2, ω3, ω4 avec ω = exp (2πi/5), correspondant aux points P1, P2, P3, P4. En notant
{\displaystyle p_{1}=\omega +\omega ^{4},\ p_{2}=\omega ^{2}+\omega ^{3}}
on a, par calcul direct et en utilisant le fait que ω6 = ω et ω7 = ω2
{\displaystyle p_{1}+p_{2}=-1,\ p_{1}p_{2}=-1.}
Donc p1 et p2 sont les racines de l'équation quadratique
{\displaystyle x^{2}+x-1=0.}
Le cercle de Carlyle associé à cette équation du second degré a donc un diamètre d'extrémités (0, 1) et (-1, -1), avec son centre en (-1/2, 0). Les cercles de Carlyle sont utilisés pour construire p1 et p2. Des définitions de p1 et p2, il suit également
{\displaystyle p_{1}=2\cos \left({\frac {2\pi }{5}}\right),p_{2}=2\cos \left({\frac {4\pi }{5}}\right).}
Dès lors, on peut construire les points P1, P2, P3 et P4.
On peut suivre la procédure suivante pour construire un pentagone régulier avec des cercles de Carlyle:
1. Tracer un cercle qui sera circonscrit au pentagone et noter son centre O.
2. Tracer une ligne horizontale passant par O. Noter une des intersections avec le cercle comme le point B.
3. Tracer une ligne verticale passant par O. Noter une des intersections avec le cercle comme le pointA.
4. Construire le point M, milieu de O et B.
5. Tracer un cercle centré en M passant par A. Ce cercle est le cercle de Carlyle pour x2 + x − 1 = 0. Marquer l'intersection avec la ligne horizontale à l'intérieur du cercle comme le point W et son intersection hors du cercle comme le point V. Ce sont les points d'abscisses p1 et p2.
6. Tracer un cercle de rayon OA et de centre W. Les deux intersections avec le cercle originel sont des sommets du pentagone.
7. Tracer un cercle de rayon OA et de centre V. Les deux intersections avec le cercle originel sont aussi des sommets du pentagone.
8. Le cinquième sommet est l'intersection de l'axe horizontal avec le cercle original.

### Heptadécagones réguliers
Il existe une méthode similaire avec des cercles de Carlyle pour construire des heptadécagones réguliers.

### 257-gone
Pour construire un 257-gone régulier avec des cercles de Carlyle, il faut construire 24 cercles de Carlyle. L'un d'eux sert par exemple à résoudre l'équation x2 + x − 64 = 0.

### 65 537-gone régulier
Il existe une méthode avec des cercles de Carlyle pour la construction du 65 537-gone régulier. Il y a cependant des problèmes pratiques pour l'implémentation d'une telle procédure ; en effet, un des cercles de Carlyle à construire est lié à l'équation x2 + x − 214 = 0.

## Histoire

Solution de Carlyle au problème de Leslie. Le segment en noir est divisé en deux segments de telle façon que les deux segments forment un rectangle (en vert) d'aire égale à un autre rectangle donné (en rouge).

Selon Howard Eves (1911–2004), le mathématicien John Leslie (1766-1832) décrit la construction géométrique de racines d'une équation du second degré avec un cercle dans son livre Elements of Geometry et remarque que cette idée a été donnée par son ancien étudiant Thomas Carlyle (1795–1881). Cependant, si la description dans le livre de Leslie contient une construction de cercle analogue, elle n'est présentée qu'en termes géométriques élémentaires sans notion de système de coordonnées cartésiennes ou de racines d'équation quadratique:
« To divide a straight line, whether internally or externally, so that the rectangle under its segments shall be equivalent to a given rectangle. »
— John Leslie, Elements of Geometry, prop. XVII, p. 176
En 1867, l'ingénieur autrichien Eduard Lill publie une méthode graphique pour déterminer les racines d'un polynôme (orthogone de Lill). Appliquée à un polynôme du second degré, on obtient la figure de trapèze de la solution de Carlyle au problème de Leslie avec un des côtés étant le diamètre du cercle de Carlyle. Dans un article de 1925, G. A. Miller ajoute qu'une petite modification dans la méthode de Lill appliquée à une fonction quadratique normée mène à un cercle qui permet la construction géométrique des racines de cette fonction et donne une définition explicite de ce qui sera appelé par la suite cercle de Carlyle.
Eves utilise le cercle dans un de ses exercices de son livre Introduction to the History of Mathematics (1953) et fait le lien avec les travaux de Leslie et Carlyle. Des publications ultérieures introduisent les noms de cercle de Carlyle, méthode de Carlyle ou algorithme de Carlyle, mais on parle plutôt dans les pays germanophones de cercle de Lill (Lill-Kreis). DeTemple utilise en 1989 et 1991 des cercles de Carlyle pour la construction à la règle et au compas de polygones réguliers, notamment les exemples donnés dans l'article. Ladislav Beran décrit en 1999, comment le cercle de Carlyle peut être utilisé pour construire les racines complexes d'une fonction quadratique normée